# Völkerball
Völkerball är ett livealbum av Rammstein, släppt i november 2006. Den släpptes i flera olika utgåvor som paket med en CD och en DVD samt bonusmaterial på CD, DVD och i en bok.
Symbolen på framsidan av albumet är identisk med den som användes under de olympiska sommarspelen 1980 i Moskva. Albumet nominerades i kategorin "Best DVD" på Echo Awards år 2007.

## Utgåvor
Albumet kom i tre olika utgåvor med olika innehåll; Standard Edition, Special Edition och Limited Edition. De två första kom dessutom ut i två olika förpackningar, i antingen CD-fodral eller i DVD-fodral.

### Völkerball – Standard Edition
- Fodral i CD- eller DVD-format
- Innehåll:
  - En DVD med 140 minuters livematerial (video)
  - En CD med 75 minuters livematerial (audio)

### Völkerball – Special Edition
- Fodral i CD- eller DVD-format
- Innehåll:
  - En DVD med 140 minuters livematerial (video)
  - En DVD med två dokumentärer (90 minuter): ”Anakonda im Netz” och ”Reise, Reise: The Making of the Album”
  - En CD med 75 minuters livematerial (audio)

### Völkerball – Limited Edition
- Specialutformat fodral
- Innehåll:
  - En DVD med 140 minuters livematerial (video)
  - En DVD med två dokumentärer (90 minuter): ”Anakonda im Netz” och ”Reise, Reise: The Making of the Album”
  - Två CD med totalt 105 minuter livematerial (audio)
  - En bok, ”Tour Book”, med 190 bilder från turnén ”Reise, Reise Tour”

## Innehåll
Alla låtar är skrivna av Rammstein, förutom "Stripped" som är skriven av Martin Lee Gore.

### Live-DVD

#### Live frånNîmesden 23 juli 2005
1. "Reise, Reise"
2. "Links 2-3-4"
3. "Keine Lust"
4. "Feuer frei!"
5. "Asche zu Asche"
6. "Morgenstern"
7. "Mein Teil"
8. "Stein um Stein"
9. "Los"
10. "Du riechst so gut"
11. "Benzin"
12. "Du hast"
13. "Sehnsucht"
14. "Amerika"
15. "Rammstein"
16. "Sonne"
17. "Ich will"
18. "Ohne dich"
19. "Stripped"

#### Live frånBrixtonden 3 februari 2005
1. "Sonne"
2. "Rein raus"
3. "Ohne dich"
4. "Feuer frei!"

#### Live frånTokyoden 3 juni 2005
1. "Mein Teil"
2. "Du hast"
3. "Los" (trailer)

#### Live frånMoskvaden 28 november 2004
1. "Moskau" (special)

### Dokumentär-DVD
Två dokumentärer på DVD som endast följer med Special Edition och Limited Edition.
1. "Anakonda im Netz" (59 minuter)
2. "Reise, Reise: The Making of the Album" (25 minuter)

### Enkel-CD
CD med 75 minuters livematerial från konserten i Nîmes.
1. "Intro"
2. "Reise, Reise"
3. "Links 2-3-4"
4. "Keine Lust"
5. "Feuer frei!"
6. "Asche zu Asche"
7. "Mein Teil"
8. "Stein um Stein"
9. "Los"
10. "Du riechst so gut"
11. "Benzin"
12. "Du hast"
13. "Sehnsucht"
14. "Amerika"
15. "Sonne"
16. "Ich will"

### Dubbel-CD
Två CD-skivor med totalt 105 minuters livematerial från konserten i Nîmes, som endast följer med Limited Edition.
- CD 1

1. "Intro"
2. "Reise, Reise"
3. "Links 2-3-4"
4. "Keine Lust"
5. "Feuer frei!"
6. "Asche zu Asche"
7. "Mein Teil"
8. "Stein um Stein"
9. "Los"

- CD 2

1. "Du riechst so gut"
2. "Benzin"
3. "Du hast"
4. "Sehnsucht"
5. "Amerika"
6. "Rammstein"
7. "Sonne"
8. "Ich will"
9. "Ohne dich"
10. "Stripped"
11. "Outro" (Scala & Kolacny Brothers cover av "Engel")